# Mikušovce (Trenčín)
Mikušovce (in ungherese Mikosfalva) è un comune della Slovacchia facente parte del distretto di Ilava, nella regione di Trenčín.